# Folwark

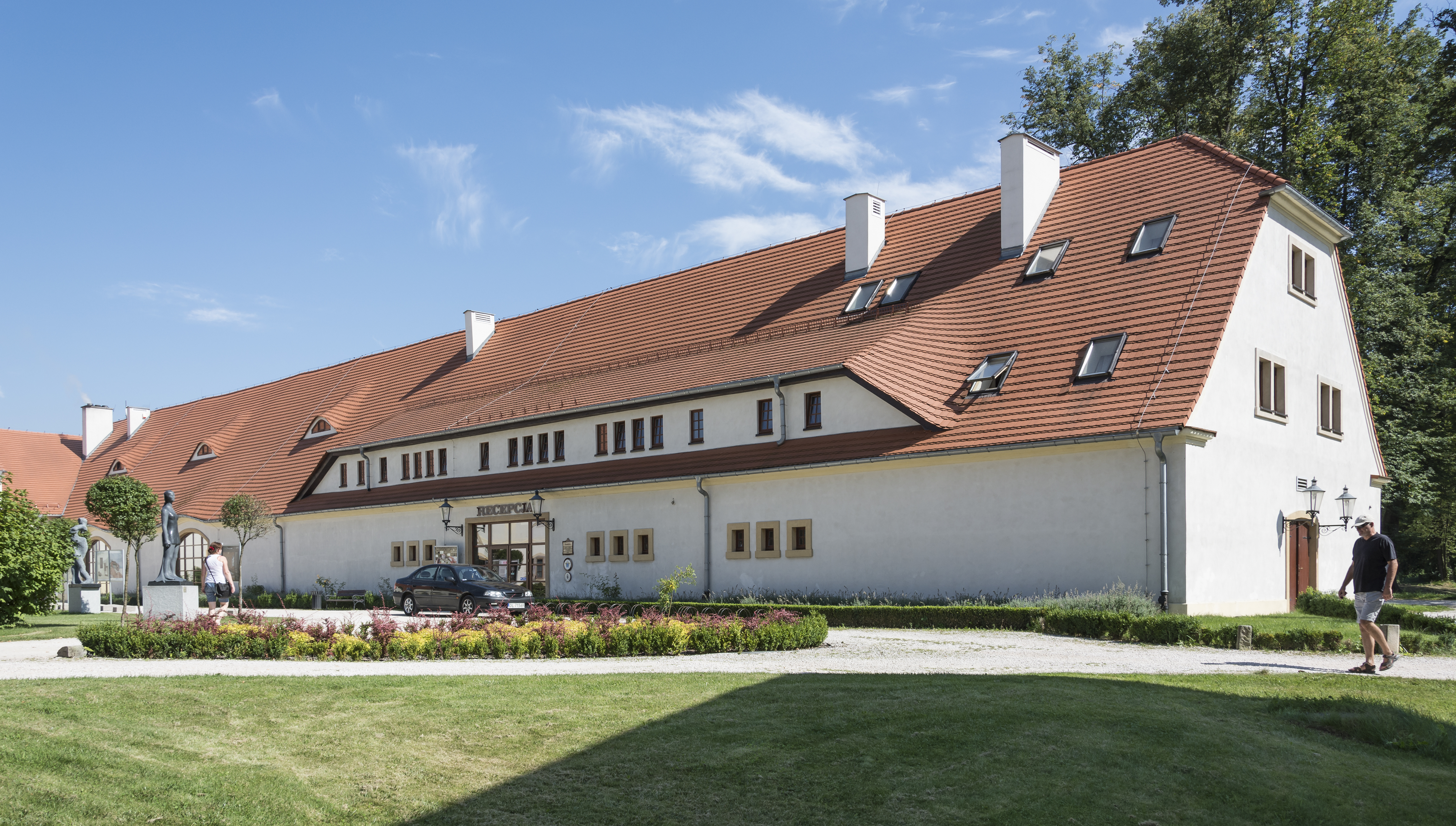
Zabytkowe budynki folwarczne w Wojanowie

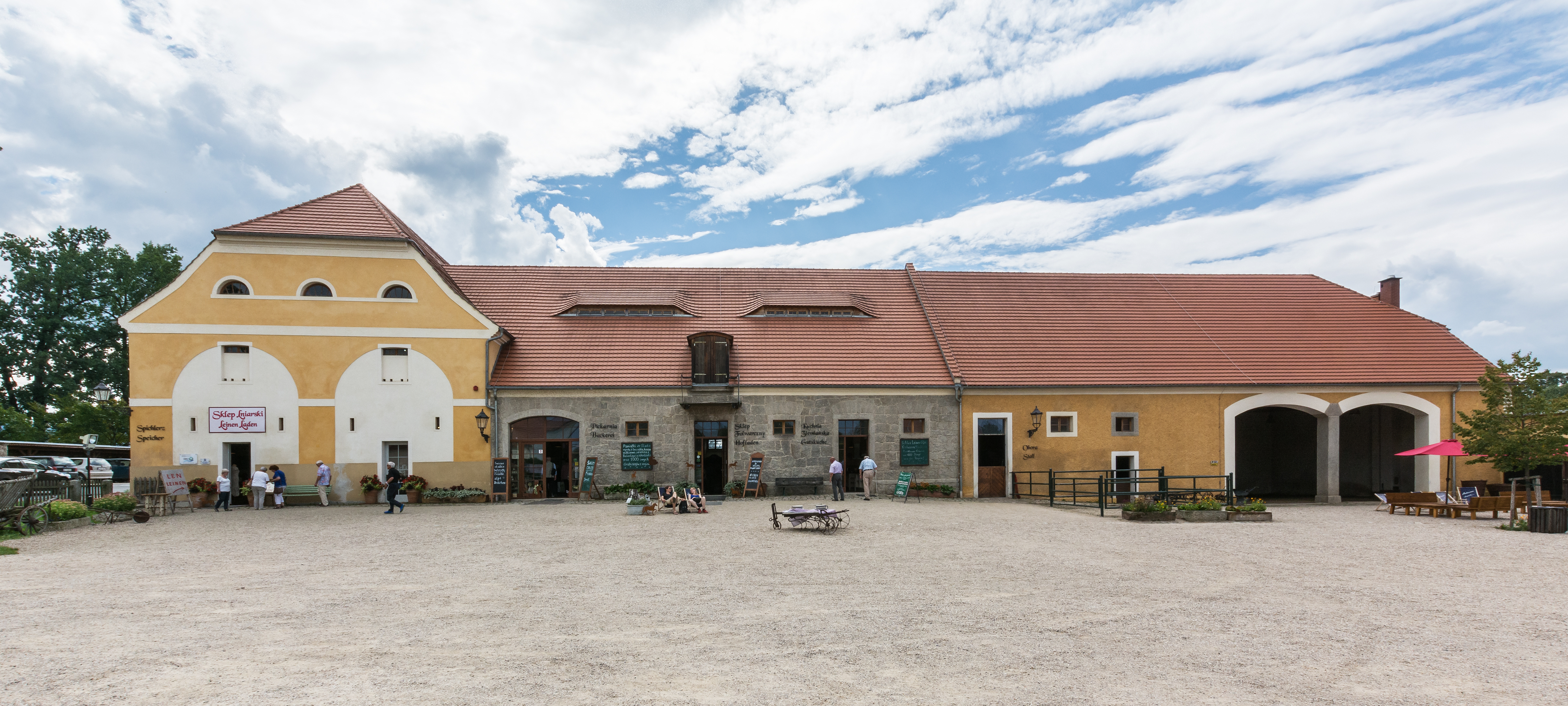
Budynek folwarku w Łomnicy

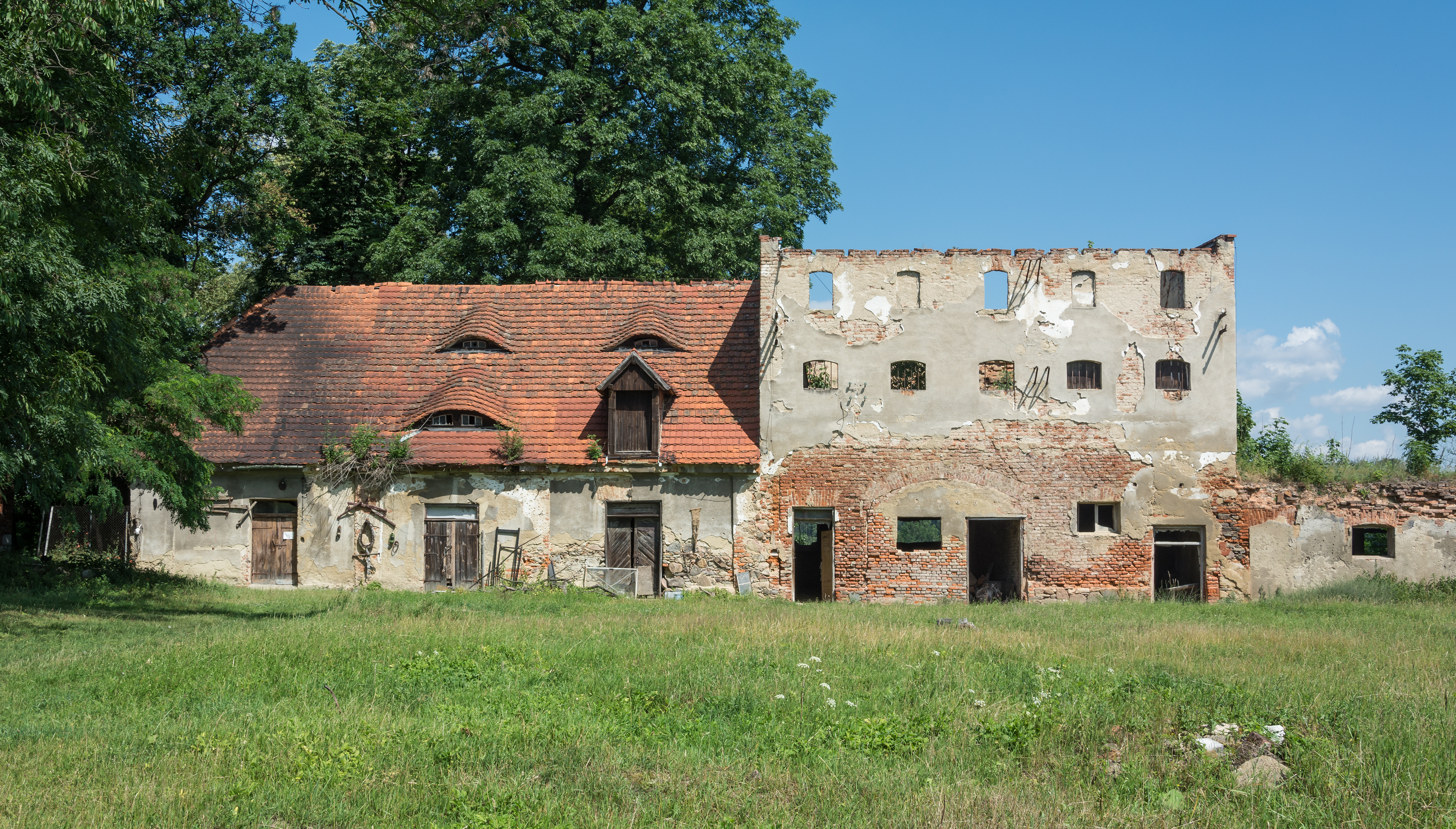
Zabytkowe budynki folwarczne w Kalinowicach Górnych

Folwark (z niem. Vorwerk) – jednostka gospodarcza własności ziemskiej, istniejąca od XII wieku w postaci gospodarstwa rolnego, a od XIV wieku także rolno-hodowlanego, nastawionego na produkcję zboża i innych surowców agrarnych przeznaczonych na zbyt, wykorzystującego pracę przymusową pańszczyźnianych chłopów (pańszczyzna, najem przymusowy, darmocha), a po zniesieniu pańszczyzny – robotników najemnych. Organizacja folwarku pańszczyźnianego oraz relacje ekonomiczne i społeczne między chłopami a feudałami zostały tak skonfigurowane, aby zapewnić właścicielowi ziemskiemu i jego rodzinie środki potrzebne do komfortowego i wygodnego życia.

## Folwarki na ziemiach polskich
Pierwsze folwarki i wsie folwarczne powstawały w dobrach kościelnych i klasztornych, następnie w majątkach szlacheckich, magnackich oraz królewskich. Formę zbliżoną do folwarku posiadały gospodarstwa sołtyskie. Poprzez przejmowanie ziem opuszczonych przez chłopów (tzw. pustki), usuwanie chłopów z gospodarstw lub przenoszenie ich na ziemie o gorszej jakości gleb oraz karczowanie lasów (w wyjątkowych przypadkach), powiększano obszary ziem folwarcznych lub tworzono nowe folwarki.
Na rozwój folwarków miało wpływ rosnące zapotrzebowanie na zboże na ziemiach polskich i w zachodniej Europie. Do pracy w folwarkach potrzebna była siła robocza, którą stanowili chłopi. W XV wieku doszło do zmiany charakteru renty feudalnej. Zamiast naturalno-czynszowej (danina i czynsz), zaczęła przeważać pańszczyzna. Działania właścicieli folwarków związane z podnoszeniem ich wydajności i ulepszaniem gospodarki folwarcznej polegały przede wszystkim na wzroście wymagań wobec chłopów. Statut piotrkowski z 1496 roku i przywilej toruński z 1520 roku doprowadziły do zwiększenia kontroli i wyzysku chłopów, co z biegiem czasu zaczęło wywoływać napięcia społeczne, bunty i zbiegostwo chłopów.
W XVI wieku wykształciły się dwa typy folwarków:
- ekspansywne – nastawione na eksport zboża chlebowego (głównie na ziemiach położonych wzdłuż Wisły oraz na Litwie);
- autonomiczne – nastawione na lokalny zbyt produktów rolnych łącznie ze zwierzętami hodowlanymi (Wielkopolska).

Obszar folwarków bywał różny, od jednego łana (16,7-17,5 ha) do kilkudziesięciu łanów. Grunty były dzielone na 3 części, co wiązało się ze stosowaniem trójpolówki. W dużych folwarkach wielkiej własności oprócz czeladzi (pastuch, owczarz) pracowali również wyspecjalizowani pracownicy, na przykład: borowi, mielcarze, fornale, stróże.
Sprawy właściwej organizacji pracy w folwarku pańszczyźnianym, najlepszego wykorzystania robocizny i efektywności zarządzania poruszył Anzelm Gostomski w napisanej książce rolniczej, zatytułowanej Gospodarstwo. Uważał on, że folwark ma być gospodarstwem samowystarczalnym. Doceniał znaczenie nawożenia, niemniej w pełni akceptował system pańszczyźniany i stosowanie surowych represji wobec krnąbrnych chłopów. Dlatego w jego książce, wśród rad znalazła się też i taka:

Podstawą dobrej gospodarki są dwie rzeczy – pańszczyzna i szubienica.

O zainteresowaniu książką Gostomskiego w okresie intensywnego rozwoju gospodarki folwarcznej świadczą jej liczne reedycje.
Natomiast wyrażenie wzrost efektywności pracy w czasach pańszczyzny sprowadzało się tak naprawdę do stosowania niczym nieograniczonej przemocy wobec chłopów. Potwierdzają to skargi zawarte w suplikach chłopskich. W XVII doszło do ostrego kryzysu gospodarki folwarcznej (podobnie jak całego polskiego rolnictwa), spowodowanego przez zniszczenia wojenne i spadek cen produktów rolnych oraz zmniejszenie eksportu polskiego zboża do krajów zachodniej Europy. Dodatkowo, oparcie folwarku na pracy przymusowej powodowało jego niską wydajność. Historyk Leonid Żytkowicz, badacz historii gospodarczej doszedł do wniosków, iż w XVII wieku wydajność folwarków (jeśli chodzi o produkcję zbóż) była o 30–40% niższa od wydajności gospodarstw chłopskich. Właściciele folwarków szukając nowych źródeł dochodów, zamieniali pańszczyznę na czynsz, ograniczali kontakty swoich poddanych z rynkiem zbytu, rozwijali propinację (obowiązek nabywania alkoholu przez poddanych tylko w pańskiej karczmie).
Oprócz ziemi (pole orne, łąki, pastwiska, nieużytki itp.) w skład wielu dużych folwarków wchodziły budynki: dwory, oficyny, czworaki, stodoły, spichlerze, szopy, wozownie, stajnie, owczarnie, chlewy, gorzelnie, browary, młyny, karczmy, kuźnie i inne. Wiele folwarków połączonych, jako własność jednego podmiotu (rodzin) tworzyło działalność w rodzaju koncernów. Sprzedaż folwarku pozwalała nie tylko na uzyskanie finansowania, ale także zrobienia kariery politycznej przez mniej zamożną szlachtę u boku magnatów. Przywracanie produkcji do momentu sprzed okresu wojen, trwało około 50 lat.
W XVII wieku folwark stał się głównym źródłem dochodu z dóbr posiadanych przez szlachtę, kler i króla. Należący do feudała folwark opierał się głównie na darmowej i przymusowej pracy chłopów pańszczyźnianych, oraz pracy najemnej wraz z najmem przymusowym i darmochami. W niektórych krajach, m.in. w Polsce w wyniku tych praktyk chłopi stawali się niewolnikami właścicieli ziemskich. Podobnie było w Rosji, do czasu przeprowadzenia reformy uwłaszczeniowej w 1861 roku około 23 miliony chłopów według prawa rosyjskiego stanowiło pełnoprawną własność ziemiaństwa, i jako jego własność byli sprzedawani, bici, zsyłani na Syberię, a nawet przegrywani w karty.
W XVI wieku na ziemiach centralnej Polski ziemie folwarczne stanowiły około 17–33% wszystkich uprawianych gruntów. Do końca XVIII wieku folwarki były podstawą znaczenia gospodarczego i politycznego szlachty. Wraz z uwłaszczeniem chłopów miejsce folwarku pańszczyźnianego zajął folwark oparty na całkowicie najemnej i płatnej sile roboczej.
Brak darmowej pracy (likwidacja pańszczyzny), trudności kredytowe i spadek cen produktów rolnych miały niekorzystny wpływ na rozwój folwarku. W okresie pouwłaszczeniowym (lata 1864–1905) w Królestwie Polskim obszar ziemi folwarcznej uległ zmniejszeniu z około 47% do 36%, a w Galicji z 42% do 38%. W okresie II Rzeczypospolitej areał folwarków zmniejszyła reforma rolna.
W Polsce Ludowej kres gospodarce folwarcznej położył dekret Polskiego Komitetu Wyzwolenia Narodowego z 6 września 1944 o reformie rolnej, w wyniku którego rozparcelowano około 2650 tysięcy ha ziemi folwarcznej. Ziemia została częściowo podzielona między chłopów, a częściowo przejęta przez Skarb Państwa. Z folwarków tworzono też państwowe gospodarstwa rolne. Po transformacji ustrojowej PGR-y zostały sprywatyzowane.